# 党則
党則（とうそく）とは政党の規則のこと。

## 概要
政党の目的を達成するために、政党の組織や管理運営等に関する規則を明文化したもの。
一般的に党則には本部、党員、機関、党首、役職、党友、処罰規定などが規定されている。
党規、党規約、規約、党章程、章程などと呼称、翻訳されることもある。

## 日本の法令との関係
公職選挙法、政治資金規正法や政党法人格付与法で党則について、以下のことを定めることが規定されている。
- 党首の政党代表権について制限を設けること（任意）
- 党首が法人である政党と利益が相反する事項について政党代表権を有しない際において、代表者（党首）の特別代理人を選任する規定を設けること（必須）
- 政党財産状況を監査する監事を1人又は数人置くこと（任意）
- 会計監査者を定めること（必須）
- 解散の事由を定めること（任意）
- 政党解散時に代表権を有する者を清算人としないこと（任意）
- 解散した政党財産の帰属する者を指定すること（任意）
- 解散した政党財産の帰属する者を指定する方法を定めること（任意）
- 金銭上の債務の履行として党員が負担する党費について定めること（任意）
- 国会議員候補者の選定する機関の名称（任意）
- 国会議員候補者の選定する機関の構成員選出方法（任意）

政党交付金の交付を受けようとする政党は政党助成法第5条第2項及び政党法人格付与法第5条2項により、「党則、規約その他の当該政党の組織、管理運営等に関する事項を記載した文書」を総務省に提出しなければならない。

## 各政党の党則
- 自由民主党 - 自由民主党党則
- 公明党 - 公明党規約
- 国民民主党 - 国民民主党規約
- 立憲民主党 - 立憲民主党規約
- 日本共産党 - 日本共産党規約
- 社会民主党 - 社会民主党党則
- 中国共産党章程（中国共産党規約）
- 朝鮮労働党規約（中国語版、英語版）
- ベトナム共産党規約（ベトナム語版）
- ラオス人民革命党規約（ベトナム語版）
- ソビエト連邦共産党規約（ロシア語版）